# アーサー・ジャーミン卿の秘密
『アーサー・ジャーミン卿の秘密』 (アーサー・ジャーミンきょうのひみつ、Facts Concerning the Late Arthur Jermyn and His Family）は、アメリカの怪奇小説家ハワード・フィリップ・ラヴクラフトの短編小説。
邦題としては、『故アーサー・ジャーミンとその家系に関する事実』ともする。かつて『白い類人猿 ("The White Ape") 』や『アーサー・ジャーミン ("Arthur Jermyn") 』という別のタイトルで発表された。

## 概要
この小説は、1920年にラヴクラフトによって執筆され、1921年の3月、6月に同人誌『ウルバリン(The Wolverine)』の第9号、第10号に初めて掲載された。後に1924年のパルプ雑誌『ウィアード・テイルズ』の4月号では『白い類人猿』、また1935年の5月号では『アーサー・ジャーミン』という異なるタイトルで再掲載された。
ラヴクラフトは、1922年5月に本作と共に『ダゴン』、『ランドルフ・カーターの陳述』、『ウルタールの猫』、『猟犬』など５篇の小説をウィアード・テイルズ編集部に送った。当時の編集長ベアードは、タイトルを『白い類人猿』に変えて掲載し、これにラヴクラフトが激高して1924年2月3日付の手紙で抗議している。しかし本来のタイトルが長過ぎるという問題をラヴクラフトも認めていたらしく編集長ファーンズワース・ライトによって『アーサー・ジャーミン』というタイトルで再掲載された。本来のタイトルで出版されたのは、1986年に『ダゴンとその他の恐ろしい物語(Dagon and Other Macabre Tales)』に収録されてからである。

## あらすじ

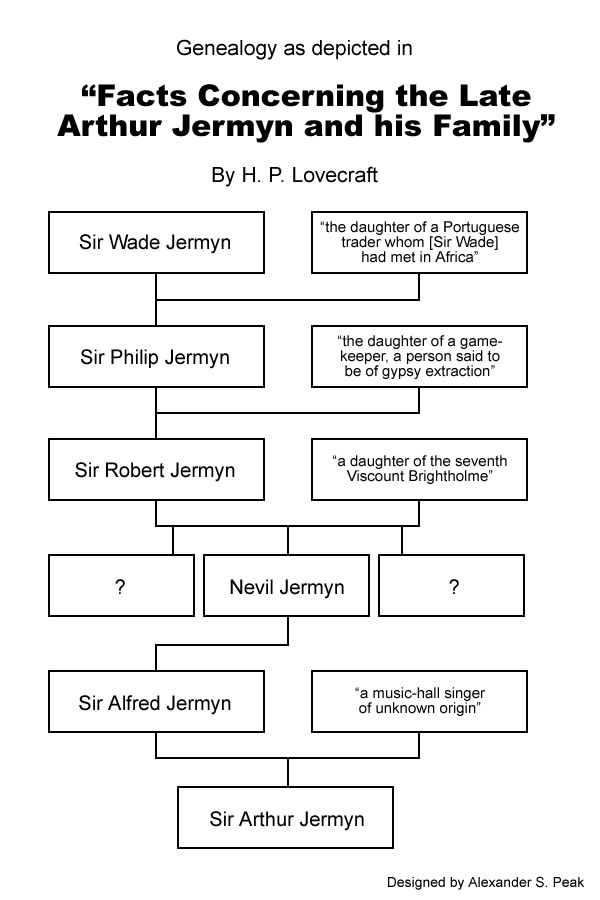
物語に登場するジャーミン家の系図を描いた図。

物語は、イギリス貴族、準男爵アーサー・ジャーミン卿が油を被って焼死するという場面から始まり、彼の一族の歴史を回顧する形をとる。それまで際立って問題の無かったジャーミン家の歴史で異変が見られた当主たち、アーサーから5代前に遡ったウェイド卿（高曽祖父）、フィリップ卿（高祖父）、ロバート卿（曾祖父）、ネヴィル卿（祖父）、アルフレッド卿（父）の経歴が順番に語られる。
まずウェイド卿は、狂人的な知識欲を持った探検家であり、コンゴ一帯の動植物を研究し、先史時代のアフリカに白人のルーツを探って『アフリカ各部の考察』という本を著し、1765年にハンティングトンの精神病院に収監され、3年後に亡くなった。彼は、ポルトガル商人の娘と結婚したが彼女を東洋風に人目から離し、屋敷の奥で生活させ、夫のウェイド卿とギニアから連れてきた黒人女が妻と子供の世話をした。夫婦は、3回アフリカを訪れ、最後の旅行で妻は、現地で亡くなって以降、卿が子供の養育に当たった。
次の当主フィリップ卿は、小柄だが丈夫で俊敏だが頭が悪く海軍に一兵卒で入ったがアメリカとの戦争が終わると退役し、次にアフリカ貿易を営む商人の下で働いたが船がコンゴ沖に停泊した夜に失踪する。彼は、ジプシーの血を引くという猟場番人の娘と結婚したが息子の出産前に軍に入隊して周囲を呆れさせている。 
次の当主ロバートは、大変に優れた学者となった。やや奇妙な体つきだが長身で整った顔立ちをしていた。祖父ウェイドの残した蒐集品を研究し、大系立てて民俗学の分野に貢献した。ロバートは、2回、アフリカ内奥を探検に出ている。1815年、彼は、七代目ブライトルム子爵の娘と結婚し、3人の息子を儲けた。しかし次男ネヴィル以外の2人の息子は、心身共に異常があって人目に触れることなく生活した。1849年、ネヴィルは、下品な踊り子と駆け落ちし、翌年に息子のアルフレッドだけを連れて帰って来た。ロバートは、息子が帰って来ることを許したが、ある日、3人の息子と孫を殺害しようとして逮捕される。そのまま何も弁明することなく何度も自殺を計り、監禁されたまま2年目に脳溢血で亡くなった。
ロバートの殺人は、息子ネヴィルの駆け落ちが原因だと彼の友人たちは、考えたがもう一つの悲劇が隠されていた。1852年10月19日、サムエル・シートンがジャーミン邸を訪れ、アフリカのオンガ部族の伝説に着いてロバートと話し合っている。この時に聞かされた内容がロバートに一家の殺人計画を立てさせたらしい。
次の当主アルフレッドは、父ネヴィルが身を挺して守ったために祖父ロバートに殺されずに生き残っていた。しかし20歳でミュージックホールの芸人に仲間入りし、歌手の女性と息子を儲けるが、その家族を捨てて35歳でサーカス団に入りアメリカ中を渡り歩いた。最期は、シカゴでゴリラに殴り殺されている。
ここで物語は、アーサー・ジャーミンに戻る。彼は、歌手だった母親譲りの感受性が豊かで詩的な夢想家だった。しかし内面に反してアーサーは、ジャーミン家の中でも際立って胸が悪くなるような顔立ちや体型をしていた。学者ではなかったものの先祖の研究に興味を持ち、ウェイド卿とシートンの残した蒐集物から様々な物語を空想した。
1911年に母が亡くなるとアーサーは、ベルギー政府と交渉し、ベルギー領コンゴを1年間、探検した。オンガとカリリに滞在する間、カリリの部族民のヌワムという老人から興味深い話を聞くことに成功する。ヌワムの話によると、かつて白い類人猿が暮らす灰色の石造都市に君臨する王女は、西方から来た白い神と結婚し、しばらく夫婦で都市を支配したが息子が生まれると3人で姿を消した。しかし白い神は、王女の死に際し、都市に戻って彼女をミイラにし、墓所を作って再び姿を消した。しかしヌバング族が都市を破壊してミイラを奪い去ったという。その後、神が再び戻って妻の墓所で息絶えた。またその後、白い神の息子も都市の廃墟に戻って自分の出生を知ったという。
1912年、実際に都市の廃墟をアーサーも発見し、女神のミイラの行方を探った。ベルギー商人のヴェルハーレンは、都市を破壊したヌバング族も今は、ベルギー王アルベールに忠誠を誓っており交渉すればミイラを手に入れることができるだろうと話した。1913年6月、ヴェルハーレンは、ミイラを発見したことを手紙でアーサーに報せ、8月3日午後にミイラは、ジャーミン邸に届けられた。アーサーの執事ソームズや召使いの証言によれば主人は、先祖ロバート卿や自分がアフリカから持ち帰った蒐集物を集めた部屋にミイラを運び込ませると一人で箱を開ける作業を始めた。15分後、ソームズは主人の叫びを聞いていた。その後、アーサーは地下室に向かい油を被ると邸の外に出るところを馬丁の少年が目撃した。その後、アーサーは自ら自分に火を着けて焼身自殺し、ジャーミン家は、一人残らず絶えた。
最後に王立人類学会(RAI　グレートブリテンおよびアイルランド王立人類学研究所)は、ミイラの首飾りにジャーミン家の紋章があったことを確認。またミイラの顔立ちの特徴がウェイド卿をはじめとするジャーミン家の一族と合致することを認めた。学会は、ミイラを焼却し、首飾りを井戸に投げ、アーサー・ジャーミンをこの世に居なかったものとすら考えた。

## 解説
本作は、『インスマスの影』と同じく身体的、精神的な変異を受け継ぐ一族の恐怖、調査によって耐え難い現実に直面した登場人物を描いている。ラヴクラフトの両親も精神病院で亡くなっており、自らも両親と同じ最期を迎えるかも知れないと考える彼にとってこれは、自身の体験に基づく題材だった。
猿と人間の混種、アフリカの先史時代に作られた古代都市などに着いてエヴリット・ブライラーは、エドガー・ライス・バロウズの『ターザン』シリーズにインスピレーションを得ていると考えていた。
『ウィアード・テイルズ』が最初、『白い類人猿』というタイトルに変更するとラヴクラフトは、「もし私が物語に『白い類人猿』というタイトルを付けたとしたら、その物語には猿は登場しないだろう」と抗議した。

## 収録
- 創元推理文庫『ラヴクラフト全集4』大瀧啓裕訳 「故アーサー・ジャーミンとその家系に関する事実」
- 星海社FICTIONS『狂気の山脈にて 新訳クトゥルー神話コレクション6』森瀬繚訳 「故アーサー・ジャーミンとその家系にまつわる事実」